# Popolasca
Popolasca är en kommun i departementet Haute-Corse på ön Korsika i Frankrike. Kommunen ligger i kantonen Niolu-Omessa som tillhör arrondissementet Corte. År 2022 hade Popolasca 42 invånare.

## Befolkningsutveckling
Antalet invånare i kommunen Popolasca
Referens:INSEE